# Substrata
 (décembre 2017).
Si vous disposez d'ouvrages ou d'articles de référence ou si vous connaissez des sites web de qualité traitant du thème abordé ici, merci de compléter l'article en donnant les références utiles à sa vérifiabilité et en les liant à la section « Notes et références ».
Albums de Biosphere
Insomnia
(1997) Cirque
(2000)
Substrata est le troisième album studio du musicien électronique Geir Jenssen sous le nom de Biosphere, sorti en 1997.

## Liste des titres
| 1.    | As the Sun Kissed the Horizon   | 1:47 |
| 2.    | Poa Alpina                      | 4:10 |
| 3.    | Chukhung                        | 7:34 |
| 4.    | The Things I Tell You           | 6:28 |
| 5.    | Times When I Know You'll Be Sad | 3:44 |
| 6.    | Hyperborea                      | 5:45 |
| 7.    | Kobresia                        | 7:12 |
| 8.    | Antennaria                      | 5:05 |
| 9.    | Uva-Ursi                        | 3:00 |
| 10.   | Sphere of No-Form               | 5:47 |
| 11.   | Silene                          | 7:54 |
| 58:26 |                                 |      |

## Samples
- Dans The Things I Tell You et City Wakes Up: les paroles présentes dans les deux morceaux sont issues de la série Twin Peaks, précisément du premier épisode de la saison 2. Elle est énoncée par le Géant à l'agent Cooper :

« Sorry to wake you. [...] I forgot to tell you something. [...] The things I tell you will not be wrong. »
« Désolé de vous réveiller. [...] J'ai oublié de vous dire quelque chose. [...] Les choses que je vous ai dites ne seront pas fausses. »
- Dans Hyperborea : c'est un autre extrait de Twin Peaks, dans le même épisode, qui constitue les samples. Il s'agit du Major Briggs qui s'adresse à son fils :

« This was a vision, fresh and clear as a mountain stream, the mind revealing itself to itself. In my vision, I was on the veranda of a vast estate, a palazzo of some fantastic proportion. There seemed to emanate from it a light from within, this gleaming, radiant marble. I'd known this place. I had in fact been born and raised there. This was my first return. A reunion with the deepest well [...] happy and carefree, clearly living a life [...]. My vision ended, and I awoke with a tremendous feeling of optimism [...]. »